# Ферзен, Карл Рейнхолд фон
Граф Карл Рейнхолд фон Ферзен (швед. Carl Reinhold von Fersen; 1716—1786) — шведский придворный деятель.

## Биография
Родился  7 апреля 1716 года в Стокгольме в семье губернатора графа Ханса фон Ферзена и его жены графини Элеоноры Вахтмейстер (Eleonora Wachtmeister af Mälsåker).
Карл фон Ферзен был придворным шведского королевства, директором Королевской оперы (в 1780—1786 годах), певцом-любителем и членом Par Bricole. 11 марта 1772 года он был избран членом № 21 Королевской академии музыки.
Карла фон Ферзена упоминают в документах того времени как о человеке с видным положением при шведском дворе. Он был одним из самых выдающихся актеров в любительской театральной труппе королевы Луизы Ульрики (Lovisa Ulrikas amatörteatersällskap) и  любительского театра короля Густава III (Gustav III:s amatörteatersällskap).
Умер 7 мая 1786 года в Стокгольме.
Был удостоен ряда шведских наград, в числе которых орден Серафимов и орден Меча.

## Семья
18 февраля 1748 года Карл фон Ферзен женился на Шарлотте Спарре. У них родились:
- Ульрика Элеонора (1749-1810),
- Sofia Charlotta (1751-1774),
- Кристина Августа (1754-1846),
- Charlotta Fredrika (1756-1810),
- Eva Helena (1759-1807).